# Yding Skovhøj
Yding Skovhøj är det egentliga Danmarks högsta eller näst högsta berg, beroende på hur man räknar. Berget är 172,54 meter över havet, medräknat den högsta av tre gravhögar från bronsåldern på toppen. Utan dessa är bergets högsta höjd bara 170,77 meter, vilket är 9 cm lägre än Danmarks högsta naturliga punkt, Møllehøj (170,86 meter över havet)
Området runt Yding Skovhøj är mycket kuperat. En annan högt belägen kulle är Ejer Bavnehøj som ligger i närheten. 
Vintertid kan snöoväder ställa till problem eftersom snön yr in över Jylland från Atlanten och först stoppas av kullarna i östra Jylland.
Yding Skovhøj ligger i Horsens kommun, cirka 30 km sydväst om Århus.

## Jämförelse med helariksgemenskapen
Konungariket Danmark består förutom av det egentliga Danmark också av två självstyrande områden, Färöarna och Grönland. Båda är betydligt mer kuperade än Danmark. Färöarnas högsta punkt är Slættaratindur, 882 meter över havet, och Grönlands och därmed hela riksgemenskapens högsta punkt är toppen av Gunnbjørn, 3 694 meter över havet.